# Aramark
Aramark Corporation är ett amerikanskt multinationellt tjänsteföretag som verkar inom driftentreprenad för catering, facility management och bemanning av uniformerad personal. Deras kunder är bland annat arenor, fängelser, hälso- och sjukvård, konferensanläggningar, myndigheter och skolor i 19 länder världen över. Företaget är också matleverantör till olika idrottslag inom de professionella sportligorna MLB, NBA, NFL och NHL. I maj 2014 var Aramark den största aktören inom den amerikanska fängelseindustrin och försåg 38% av alla fängelser med tjänster, främst tillhandahållning av måltider till intagna.
Deras huvudkontor ligger i Philadelphia i Pennsylvania.

## Historik
Företaget grundades 1959 som Automatic Retailers of America (ARA) av bröderna Davre och Henry Davidson samt William Fishman efter att ha fusionerat sina företag med varandra, som båda var verksamma inom varuautomater. Året efter blev det ett publikt aktiebolag. Mellan 1968 och 2012 var Aramark den officiella matleverantören för de olympiska sommarspelen. År 1969 bytte de namn till ARA Services medan de bytte till det nuvarande namnet 1994. År 1984 köpte företaget tillbaka 40% av aktierna på grund av försök till fientligt övertagande av Aramark. Det ledde till att Aramark blev avnoterat på New York Stock Exchange (NYSE). År 2001 genomförde man en ny börsintroduktion och blev åter listad på NYSE. Bara sex år senare återgick de till att vara ett privat aktiebolag medan 2013 återvände de återigen till NYSE.